# Zjum
Zjum (albansko Zym, Zymi; srbsko Зјум, Зјум Хас/Zjum, Zjum Has) je kraj v kosovski občini Prizren s kosovsko-albanskim prebivalstvom.

## Zemljepis
Vas Zjum je oddaljena 18 km od Prizrena, na jugu Kosova. Naselje leži v vzhodnem delu pokrajine Has na Kosovu, ki je znan tudi kot Prizrenski Has – medtem ko je drugi Džakoviški Has. Črnogorski priseljenci - kolonisti, skupaj z naseljenci iz Srbije, Like, Bosne in Hercegovine - so sestavljali edino pravoslavno prebivalstvo v Hasu pred Drugo svetovno vojno..
Železniška postaja je v Prizrenu; v Prizren vozi tudi avtobus iz vasi; v kraju obstaja osnovna šola.

## Zgodovina
Za časa Kraljevine Jugoslavije je bil Zjum središče sreza (okraja).
1970 je imela vas 122 hiš Albancev, ki so se doselili iz Skadrske Malezije (77 hiš), Vzhodne Malezije (6 hiš) in iz Mirdite (39 hiš); njihovi predniki so se sem naselili v 18. stoletju.
Za časa Nove Jugoslavije in nato Srbije in Črne gore je bilo naselje znano kot Zjum Has (Зјум Хас, Zym i Hasit), da bi ga razlikovali od Zjum Opoljski v Opoljah. Zjum Opoljski so ustanovili prav naseljenci iz Zjum-Hasa.

## Prebivalstvo
Po popisu prebivalstva iz 2011 je imel Zjum:
| Narodnost | 2011.          |
| Albanci   | 1.782 (100,0%) |
| Skupno    | 1.782          |

## Versko in kulturno življenje
Prebivalci Zjuma so izpričani katoličani in imajo dolgo versko izročilo. Cerkev Marijinega vnebovzetja je bila zgrajena okrog 1830. Župnija je bila ustanovljena 1839. Vernikov je leta 1974 bilo 1693, v izseljenstvu 240. Pridiga se v albanščini.
Čolaković je bil župnik v Zjumu vsaj že od 1972. Tedaj je namreč v zahvalnem pismu za pomoč slovenskega salezijanca Zorka, župnika v Mužlji, rotil: "Prejel sem Vaš prispevek za gradnjo naše nove župnijske cerkve. Znane so Vam že potrebe in problemi naše župnije. Lepo Vas prosim, razširite to akcijo tudi na druge. Skušajte najti nove sodelavce in dobrotnike… Sem popolnoma sam v svoji trhli hiši. Pa tudi to bomo morali porušiti, da bomo napravili prostor za novo cerkev. Vidite, tako bom ostal brez hiše, na ulici…" 
Na prizadevanje župnika Ivana Čolakovića (*1939 Letnica)  so prišle v župnijo 1980 graške šolske sestre, ki se ukvarjajo predvsem z vzgojo ženske mladine. Takoj so v zvezi s svojo karizmo prevzele gospodinjska dela, cerkveno petje, urejevanje cerkve in župnišča, kakor tudi obiskovanje družin. Od 1985 so se začele romarske slovesnosti ob prazniku Velikega šmarna, ko se zbira vedno večje število vernikov. Obenem skrbijo za Cerkev svetega Joakima in Ane v samem Zjumu.
Leta 1971 so se začela v Zjumu Takimet e Gjeçovit (Gjeçovijeva srečanja), ki so prerasla v pravo vsakoletno narodno tradicionalno znanstveno-kulturno-versko manifestacijo. Vrstijo se glasbeni, verski, kulturni in športni programi, ki obujajo spomine na velikega frančiškana Štefana Gjeçovija, ki se je odlikoval na več področjih in se je s svojo mučeniško smrtjo v tem kraju, kjer je župnikoval, trajno zapisal v ljudsko dušo. Ob teh dogajanjih so navadno navzoči najvišji državni politični in verski predstavniki, mladina in odrasli pa pokažejo svoje sposobnosti na različnih področjih, zlasti na glasbeno-folklornem.